# Andrea Sansovino
Andrea dal Monte Sansovino ili Andrea Contucci del Monte San Savino (* Monte San Savino pored Arezza, 1467. - † Monte San Savino 1529.), bio je talijanski kipar visoke renesanse.
 Njegov najpoznatiji učenik je Jacopo Sansovino s kojim nije bio u nikakvom rodu.

## Životopis i djelo
Rođen je u obitelji Niccole di Domenica di Muccia u mjestu Monte San Savino pored Arezza, zbog toga su mu prezime skratili na Sansovino i zvali ga .Andrea Sansovino, namjesto Andrea dal Monte Sansovino.
Za njega se zna da je bio učenik firentinskog kipara, slikara i zlatara Antonija Pollaiuola, i njegovi prvi radovi snažno odaju firentinski utjecaj 15. stoljeća. U njegove rane radove ubraja se; Oltar iz terra cotte za crkvu Santa Chiara (Monte San Savino), zatim mramorni reljefi Navještenje, Krunidba Djevice, Pieta, Posljednja večera i razne statue za Kapelu Corbinelli u crkvi Santo Spirito u Firenzi, svi izvedeni između 1488. i 1491. godine.
Od 1493. – 1500. Andreja Sansovino je radio u Portugalu za kralja, neke njegove skulpture još uvijek se nalaze u samostanskoj crkvi u Coimbri. Te skulpture još uvijek pokazuju snažni utjecaj koji je na njega ostavio Donatello.
Njegovi prvi znani radovi nakon povratka u Italiju su; Mramorna krstionica u Volterri, s vrlo lijepim reljefima Četiri vrline i Krštenje Kristovo, te kiparska grupa Madonna i Krstitelj za katedralu u Genovi.
Nakon toga radi jednu kiparsku grupu oslobođenu srednjovjekovnih dogmi, potpuno u duhu antike - sv. Ivan Krstitelj krsti Krista nad istočnim ulazom u Krstionicu San Giovanni u Firenci (1505.). Ovu skupinu je dovršio kipar nešto slabije ruke Vincenzo Danti.
Papa Julije II. pozvao je 1504. godine Sansovina u Rim da napravi nadgrobne spomenike za kardinala Manzija u crkvi Santa Maria in Aracoeli (rađena pod lombardskim utjecajem Andreja Bregna) i kardinala Ascanija Marije Sforze i Girolama della Rovere u crkvi Santa Maria del Popolo. Arhitektonski dijelovi ovih grobnica i njihova skulptorska dekoracija je vrhunski izrađena do najsitnijih detalja. Sansovinov izum i novina je bio taj, da nije pokojnika prikazao kako leži na lijesu, već ga je portretirao naslonjena na lakat, na taj način napravio ga je živim i time razbio dotad uvriježenu gotičku maniru ležećih pokajnika koja je slavila smrt. Ove grobnice su postale uzorak koji je dugi niz godina kopirao velik broj poznijih kipara.
Iz njegova rimskog razdoblja je i lijepa skulptorska grupa Madona s djetetom i sv Ana iz 1512. godine, danas na oltaru crkve Sant'Agostino u Rimu. Od 1513. – 1528. radi u Loretu, na skulptorskom pročelju crkve Santa Casa iz bijelog mramora. Za to pročelje izklesao je dio reljefa i kipova po nišama, veći dio kiparske dekoracije izveli su Raffaello da Montelupo, Tribolo i drugi iz njegove radionice. Opći dojam ovog pročelja daje je bogatsvo i raskoš, ali kad se pažljivije pogledaju pojedinačne skulpture vidi se površnost i dojam postaje slab. Najbolji su oni reljefi, koje je osobno isklesao Sansovino.